# Jean-Marc Ghitti
Jean-Marc Ghitti, né le 19 janvier 1960 à Saint-Étienne, est un philosophe français. Il vit et enseigne la philosophie en Haute-Loire.

## Biographie
Jean-Marc Ghitti naît en 1960 à Saint-Étienne dans une famille d’origine italienne. 
Après des études de lettres à Saint-Étienne et à l'Université Sorbonne-Nouvelle, il étudie la philosophie à la Sorbonne, à Paris. Il est titulaire d’un doctorat de philosophie de l’université Nice-Sophia-Antipolis, avec une thèse soutenue en 1996 sous la direction de Dominique Janicaud. 
Agrégé de philosophie, il a enseigné dans plusieurs lycées de Haute-Loire ainsi qu'en écoles d'architecture (Clermont-Ferrand et Saint-Étienne). Il est l’auteur d’essais philosophiques sur la question de l'espace, de la parole, de l’inspiration, ainsi que d’une série d’ouvrages sur des sujets socio-politiques. Il a aussi publié deux romans et un recueil poétique. A sa formation en phénoménologie, il ajoute un intérêt particulier pour Simone Weil, et désormais pour le territoire et l'écologie des lieux.

## Publications

### Essais philosophiques
- La parole et le lieu, topique de l’inspiration, Paris, Les Éditions de minuit, 1998, 252 p.
- La séparation des familles, Paris, Éditions du Cerf, 2003, 174 p.
- L’État et les liens familiaux, Éditions du Cerf, Cerf, 2004, 160 p.
- Pour une éthique parentale. Essai sur la parentalité contemporaine, Paris, Éditions du Cerf, 2005, 240 p.[3]
- Appel à une réforme de la justice familiale, Paris, Éditions du Cerf, 2010, 400 p.[4],[5]
- L’homme lyrique. Essai sur le vocal, Auxerre, HDiffusion, 2017, 196 p. [6]
- Passage et présence de Simone Weil. État des lieux, Paris, Éditions Kimé, 2021, 346 p.[7]
- Avec et par delà l'écologie : la Camargue, Paris, Éditions Kimé, 2023, 188 p.[8],[9].
- A travers le judaïsme : Buber, Levinas, Simone Weil, Paris, Éditions Kimé, 2024, 170 p.
- La Terre confisquée. Critique de l'aménagement du territoire, La Lenteur, 2025, 160 p.

### Romans
- L’écriture des pins, Chauvigny, L’Escampette, 2005. Ce roman a fait l’objet d’une invitation au Festival du Premier roman de Laval en 2006.
- Vabero, Polignac, éditions du Roure, 2009

### Poésie
- Au vif du lieu, Paris, Éditions L'Harmattan, coll. « Accent tonique », 2014, 65 p.

## Autres activités
Jean-Marc Ghitti est président de l’association Présence Philosophique au Puy, qu'il fonde en 2005 et qui propose des conférences, des séminaires, des cours, ainsi que les rencontres annuelles du Fest’idées à Le Puy-en-Velay .
Il produit également des émissions sur Radio chrétienne francophone, notamment Ecophilo qui propose des éclairages philosophiques sur les questions d’écologie (avec des invités comme Dominique Bourg, Françoise Dastur, Augustin Berque...).